# Легка атлетика на Літній універсіаді 2013 — естафетний біг 4×100 метрів (чоловіки)
Змагання з естафетного бігу 4×100 метрів серед чоловіків на Літній універсіаді 2013 у Казані пройшли 11-12 липня на стадіоні «Центральний».

## Фінал
| Місце | Доріжка | Країна   | Спортсмени                                                              | Час   | Примітки |
| ----- | ------- | -------- | ----------------------------------------------------------------------- | ----- | -------- |
| 1     | 3       | Україна  | Руслан Перестюк, Сергій Смелик, Ігор Бодров, Віталій Корж               | 38,56 |          |
| 2     | 2       | Японія   | Рьота Ямаґата, Юсуке Хара, Руй Йонагуні, Шота Ійдзука                   | 39,12 |          |
| 3     | 5       | Польща   | Якуб Адамський, Даріуш Куц, Артур Зачек, Каміл Кринський                | 39,29 |          |
| 4     | 4       | Таїланд  | Руттанаппон Сован, Афісіт Промкаев, Джирапонг Меенапра, Суппачай Чімдее | 39,30 |          |
| 5     | 7       | КНР      | Ян Чжанлінь, Гао Дунши, Ян Ян, У Чжицян                                 | 39,54 |          |
| 6     | 1       | Сінгапур | Келвін Канг, Мохаммед Бін, Лі Ченвей, Лім Яопен                         | 40,27 |          |
| 7     | 8       | ПАР      | Акані Сімбіне, Енріко Брьойнчес, Себастьян Троттер, Анасо Джободвана    | 45,82 |          |
| 8     | 6       | Канада   | Майкл Робертсон, Олувасегун Макінде, Брендон Родні, Семюел Еффах        | DQ    |          |